# Abtei Maria Frieden (Kirchschletten)

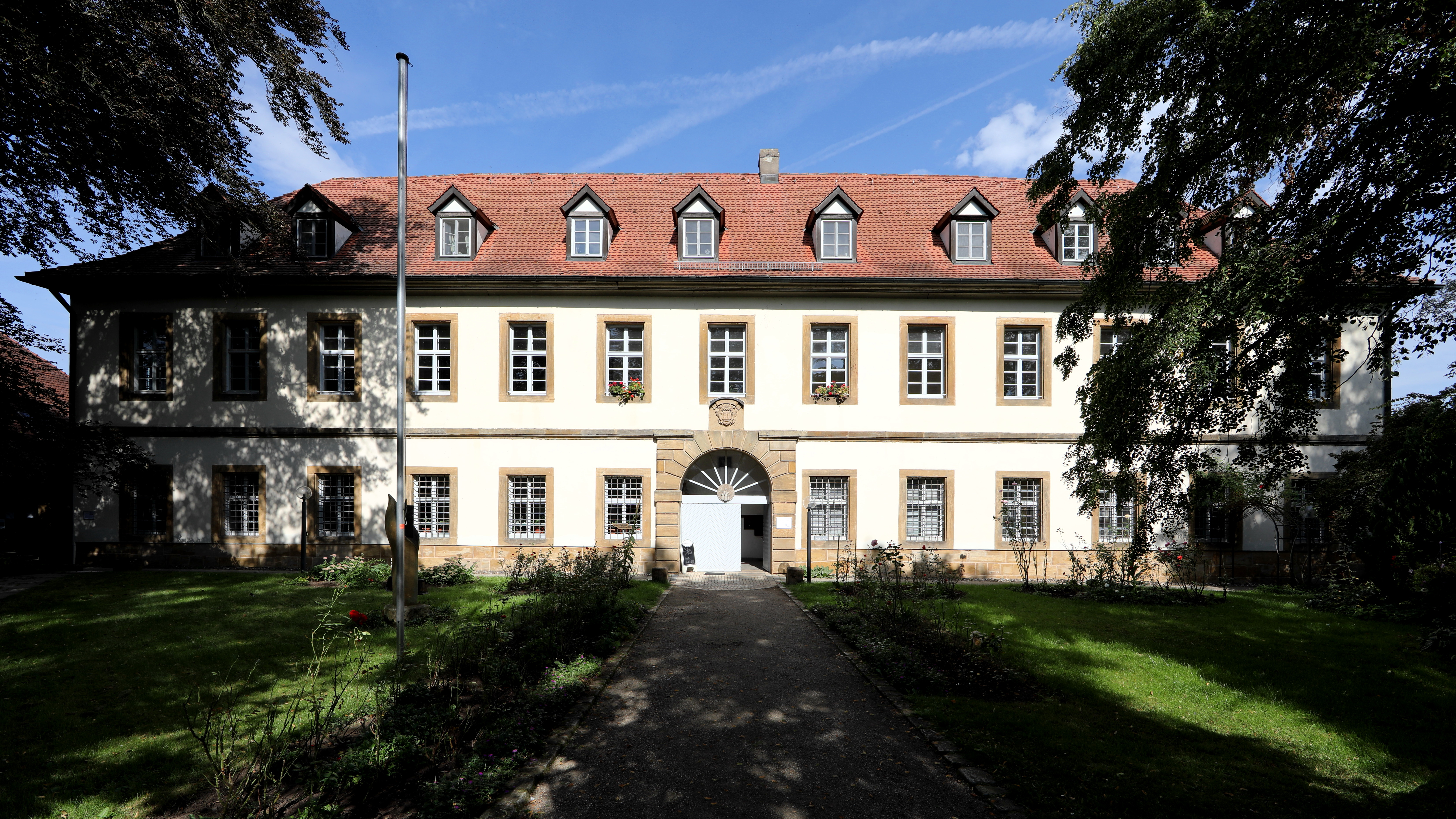
Abtei Maria Frieden in Kirchschletten

Die Abtei Maria Frieden ist ein Benediktinerinnenkloster in Kirchschletten im Erzbistum Bamberg, das zur Föderation der Bayerischen Benediktinerinnenabteien gehört.

## Geschichte
Das Rittergut Kirschletten wurde urkundlich erstmals 1143 genannt. Im Jahr 1695 erwarb der aus Bamberg stammende Kurkölnischer Obristkanzler Johann Friedrich Karg von Bebenburg das Gut und veranlasste einen Umbau. Das Schloss blieb bis zum Verkauf an Eduard Ohlmüller im Jahr 1849 Eigentum der Familie Karg von Bebenburg. Die Congregatio Jesu war ab 1896 Eigentümer. Der christliche Bauernverband folgte 1914 und 1917 übernahmen die Benediktiner der Abtei Niederaltaich die Anlage. Die Abtei richtete eine landwirtschaftliche Lehrlingsanstalt an. Präfekt war unter anderem Josef Pontiller.
Der Abt Emmanuel Maria Heufelder von Niederalteich übergab 1953 das Klostergut Kirchschletten für eine Gründung der Benediktinerinnenabtei vom Unbefleckten Herzen Mariens (Immaculate Heart of Mary) in Vigan auf den Philippinen. Nachdem Erzbischof Joseph Otto Kolb und das Domkapitel von Bamberg die Neugründung und Niederlassung der Schwestern genehmigt hatten, konnten sie das Kloster am 23. Juni 1953 offiziell in Besitz nehmen. Das Kloster Maria Frieden, das von philippinischen, japanischen und deutschen Schwestern bewohnt wird, wurde 1973 zur Abtei erhoben und erlangte damit die Unabhängigkeit von der philippinischen Mutterabtei.
Aufgrund der internationalen Zusammensetzung des Konventes verstehen sich die Schwestern als ein lebendiges Zeichen des Miteinanders verschiedener Kulturen und Sprachen. Ihren Lebensunterhalt bestreiten sie mit einem landwirtschaftlichen Betrieb auf Grundlage des organisch-biologischen Landbaus, einem Gästehaus, einer Kerzenwerkstatt und einem Klosterladen.
Schwester Mechthild Thürmer OSB wurde am 21. Oktober 2011 zur Äbtissin gewählt. Weil sie in mehreren Fällen Kirchenasyl gewährt hatte, drohte ihr 2020 vorübergehend eine Haftstrafe. Laut einer Erklärung der Freisinger Bischofskonferenz habe sie sich an alle Absprachen gehalten und man stehe hinter der Tradition des Kirchenasyls. Am 11. September 2021 wurde Mechthild Thürmer der Göttinger Friedenspreis 2021 verliehen, weil ihre Abtei „beispielsweise im Jahr 2018 einer Eritreerin, die nach Italien abgeschoben werden sollte“, Kirchenasyl gewährte.

## Klostervorstände
- Gertrud Vaca-Calderon, 1973–1986 (als Äbtissin)
- Gertraud Reiter, 1986–1999 (als Äbtissin)
- Myriam Schmitt 1999–2005 (als Prior-Administratorin)
- Myriam Schmitt, 2005–2008 (als Äbtissin)
- Barbara Ostermeier 2008–2011 (als Prior-Administratorin)
- Mechthild Thürmer, seit 2011 (als Äbtissin)

## Architektur
Der Kern der Abtei ist das ehemalige Schloss, das zwischen 1695 und 1697 aus einem Umbau entstand. Es ist eine zweigeschossige Dreiflügelanlage mit einem Walmdach und einem Sandstein-Portal. Die 1977 geweihte Abteikirche wurde durch den Umbau eines Seitenflügels errichtet. Der spätbarocke Hochaltar stammt aus St. Martin in Forchheim und wurde seit den 1960er Jahren nicht mehr verwendet. Der als Heiliges Grab gestaltete Altar stammt von 1779 und ist ein Werk des Schreinermeisters Georg Stockhardt und des Bildhauers Bernhard Kamm. 
Das Bildungshaus St. Benedikt entstand 1982 als Anbau. 